# Trollowanie
Trollowanie (ang. trolling) – antyspołeczne zachowanie charakterystyczne dla internetowych forów dyskusyjnych i mediów społecznościowych, polegające na zamieszczaniu kontrowersyjnych, napastliwych, często nieprawdziwych treści w celu zwrócenia na siebie uwagi albo sprowokowania, ośmieszenia lub obrażenia innych użytkowników. Osobę odpowiedzialną za publikowanie takich przekazów określa się jako „troll”.

## Etymologia
Określenie „trollowanie” pochodzi od ang. trolling for fish – metoda łowienia ryb na haczyk, błystkę ponieważ troll „zarzuca haczyk”, poruszając kontrowersyjny temat, często niepotrzebnie, aby wywołać kłótnię. Poprzez wsteczną etymologię uprawiających trollowanie nazwano trollami (od legendarno-baśniowych stworów z mitologii nordyckich).

## Cechy
Trollowanie polega na zamierzonym wpływaniu na innych użytkowników poprzez ich ośmieszenie lub kierowane pod ich adresem wyzwisk, co z kolei, ma prowadzić do wywołania kłótni. Stosowane obecnie metody, opierają się na wysyłaniu napastliwych, kontrowersyjnych, często nieprawdziwych przekazów na dany temat czy też poprzez stosowanie różnego rodzaju zabiegów erystycznych. Podstawą tego działania jest upublicznianie takich wiadomości jako przynęty, która – zdaniem trolla – potencjalnie mogłaby doprowadzić do wywołania dyskusji.
Typowe miejsca działania trolli to grupy i listy dyskusyjne, fora internetowe, czaty i serwisy społecznościowe. Trollowanie jest złamaniem jednej z podstawowych zasad netykiety. Jego efektem jest dezorganizacja danego miejsca w Internecie, w którym prowadzi się dyskusję, i skupienie uwagi na trollującej osobie.

## Geneza zjawiska
O ile trollowanie określane jest obecnie jako zachowanie patologiczne i chuligańskie, wywodzi się ono z działania podejmowanego w usenecie wobec nowych użytkowników, mającego na celu ich zdyskredytowanie w oczach uczestników konkretnej grupy dyskusyjnej. Tego typu zachowanie cenione było przez grupy, a ofiarom, wobec których było ono zastosowane, czasami wysyłano akronim YHBT (you have been trolled), co oznacza powiadomienie osoby, że dała się podpuścić.
Z czasem tego typu zachowania przestały być akceptowane, a osoby nadmiernie stosujące tego typu działania zaczęto piętnować, zarówno poprzez określanie ich mianem trolli, zakłócających merytoryczny przebieg dyskusji, jak i ostrzegając przed nimi innych, szczególnie nowych użytkowników, poprzez polecanie im niepodejmowania dyskusji z trollami.
Trolle mogą również dodawać treści w internecie odpłatnie, często na zlecenie wyspecjalizowanych podmiotów zajmujących się marketingiem politycznym, nazywanych zwyczajowo farmami trolli (ang. troll farms).

## Charakterystyka zachowania trolla
Osoba stosująca trollowanie zwykle reaguje wrogo zarówno na próby uspokojenia dyskusji, jak i agresywne reagowanie na jego zaczepki, merytoryczna zawartość dyskusji ma zaś dla niego znaczenie tylko o tyle, o ile rozpala w dyskutantach negatywne emocje i przyczynia się do kontynuowania sporu. Sprawia to zazwyczaj takie wrażenie, jakby troll sycił się nimi. Najczęściej im więcej osób wpadnie w jego sidła i odpowie na jego post, tym bardziej wydaje się zadowolony. Znużenie dyskutantów objawiające się kończeniem dyskusji (patrz: EOT) lub też wrzuceniem go do killfile’a interpretuje jako odniesienie zwycięstwa.
Nieraz też autor podaje linki do stron z obrzydliwą zawartością, najczęściej tak zamaskowane, że niczego nieświadomy użytkownik widzi nagle zdjęcia zmasakrowanych zwłok, wypróżniających się ludzi itd. (zobacz: goatse.cx). Inną metodą trollowania jest podawanie linków do screamerów bez ostrzeżenia.
Część trolli rzadziej lub częściej zmienia swoje dane (np. adres poczty elektronicznej), aby znaleźć się poza killfile’ami innych osób.
Trollowanie czasem bywa stosowane przez lamera – osobę, która podkreślając swoje doświadczenie i wiedzę na dany temat (która w praktyce jest bardzo niewielka, zobacz: Efekt Krugera-Dunninga), próbuje wypowiedzieć się o wadach czegoś lub kogoś, próbuje na siłę pomóc komuś w problemie itp. Kiedy dochodzi do polemiki z osobami bardziej doświadczonymi, lamer może zareagować śmiesznymi i bezsensownymi argumentami. Kończy się to w wielu przypadkach interwencją ze strony administratora lub moderatorów serwisu. Czasami jednak trollowanie jest stosowane wobec lamerów, aby zniechęcić ich do dalszego udziału w dyskusji.

### Symptomy trollowania
Symptomami trollowania mogą być poniższe sposoby zachowania w dyskusjach:
- bezgraniczne podporządkowanie się jakiejś idei (np. Ten system operacyjny jest najlepszy!) i bronienie jej do końca (często wbrew rzeczywistości) – jest to kryterium kontrowersyjne, ponieważ samo fanatyczne przywiązanie do określonej idei nie oznacza trollowania,
- prosta do zauważenia sztuczna nieznajomość podstaw tematu danego forum (np. na forum o zaletach systemów komputerowych, troll zapyta, czym jest system komputerowy),
- częste zadawanie tych samych pytań, na które odpowiedź została już udzielona – celem trolla jest w tym przypadku zapętlenie dyskusji i wprowadzenie dodatkowego zamieszania;
- celowe wyrażanie zdania różnego od grupy, w której owo zdanie wyraża, nawet jeśli jest takie samo jak jego, co z kolei prowadzi do dyskusji, z której „wyciąga” się osoby niepotrafiące uargumentować własnego zdania (daje im to satysfakcję z poczucia wyższości nad innymi),
- brak konsekwencji podczas prowadzenia dyskusji i zaprzeczanie własnym tezom i opiniom,
- chętne używanie argumentów ad personam – atakujących osoby lub ich cechy szczególne, jak wiek/zainteresowania/etc., bez związku z tematem dyskusji, a często przy użyciu słów wytrychów, w niektórych przypadkach troll posuwa się do wyzwisk i gróźb[6],
- skrajny stosunek do netykiety (wybrane zasady) lub ortografii – albo atakowanie wszystkich za najdrobniejsze literówki (tzw. grammar nazi), albo demonstracyjne łamanie zasad,
- skrajna megalomania i pogardliwy stosunek do innych osób – jest to bardzo charakterystyczna cecha trolli, która prowadzi prędzej czy później do ich wyobcowania, ponieważ nawet osoby pierwotnie sympatyzujące z trollem lub odnoszące się doń neutralnie, zrażają się do niego, z powodu takich zachowań przejawianych wobec nich,
- częste nazywanie innych dyskutantów trollami internetowymi,
- wprowadzanie zamieszania w stosunku do własnej osoby, przedstawianie siebie jako ofiary (np. moderatorom, współdyskutantom), także w sytuacjach niezwiązanych z danym forum[6],
- konfabulacja np. na temat swego wykształcenia, pracy, pozycji społecznej bądź doświadczeń życiowych – celem trolla jest tutaj nadanie większego znaczenia swoim wypowiedziom, jako pochodzącym od specjalisty, osoby, która ma na dany temat doświadczenie etc.,
- próby utrudniania innym wypowiedzi w dyskusji poprzez środki techniczne dostępne w danym forum (np. w Usenecie może dochodzić do prób zmieniania lub usuwania wypowiedzi współdyskutantów, ponieważ protokół nie pozwala na sprawdzenie, czy post z żądaniem usunięcia innego posta pochodzi od autora usuwanego posta) – działania takie jednak są rzadkie, ponieważ zazwyczaj wiążą się z naruszeniem regulaminu danego forum i tym powodują zdecydowaną reakcję administratorów, więc troll często ich unika, żeby nie utracić dostępu do danego forum;
- za każdym razem rozpoczynanie wypowiedzi od tego samego zwrotu – powitania, często obraźliwego, prowokacyjnego[6],
- ceremonialne używanie filtrów (np. killfile’a) – troll uroczyście obwieszcza, że jego oponent ma znaleźć się w filtrze trolla, przy czym bardzo często i tak tego nie robi i dalej czyta wypowiedzi oponenta,
- regularne ogłaszanie swojego definitywnego odejścia z forum lub grupy dyskusyjnej i za każdym razem, po jakimś czasie, powracanie;
- zmienianie własnego pseudonimu – celem trolla jest spowodowanie, aby inni uczestnicy forum nie mogli filtrować jego wypowiedzi lub ich ignorować bez czytania,
- tworzenie pacynek w celu manipulowania dyskusjami.

## Obrona przed trollowaniem

Nie karmić trolla

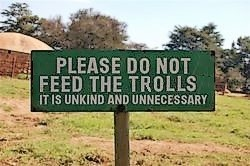
Prosimy nie karmić trolli, jest to nieuprzejme i niepotrzebne

Najskuteczniejszą obroną przed trollowaniem jest ignorowanie zaczepek trolla. O ile istnieje taka możliwość, administratorzy lub moderatorzy powinni blokować możliwość publikowania wiadomości, które można uznać za trollowanie i odpowiadania na nie. Kasowanie cudzych wiadomości wywołuje konflikt, gdyż jest powodem oskarżenia o cenzurowanie wypowiedzi oraz dodatkowym argumentem do podtrzymania konfliktu.
Zazwyczaj konsekwentne ignorowanie trolla skutkuje jego zniechęceniem i przeniesieniem się w inne miejsce lub całkowitym zaprzestaniem działalności. W praktyce jednak rzadko do tego dochodzi, ponieważ na forum bardzo często znajdą się osoby, które będą z trollem dyskutowały i tym samym zachęcały do kontynuacji działalności. Dodatkowo, niektóre trolle potrafią stworzyć wokół siebie krąg osób, które ich wspierają, chronią przed oponentami oraz podsycają dyskusję z udziałem trolla. Na szczęście, jest to zjawisko czasowe, ponieważ trolle swoim pogardliwym i nacechowanym wyższością zachowaniem w stosunku do tych osób, szybko je do siebie zniechęcają.
W slangu internetowym często mówi się, że trolla nie należy karmić – czyli że nie należy z nim w ogóle wchodzić w jakąkolwiek polemikę.

## Nadużywanie terminu
Termin troll bywa nadużywany na dyskusyjnych forach internetowych. Niektóre osoby mianem tym określają dyskutanta, który przedstawia zagadnienia dla kogoś niewygodne lub za trudne do merytorycznego, szerszego omówienia. Nie każda bowiem kontrowersyjna, poruszająca trudne zagadnienia i mogąca kogoś bulwersować wypowiedź jest formą trollingu.